# Konopki Leśne
Konopki Leśne – kolonia w Polsce położona w województwie podlaskim, w powiecie zambrowskim, w gminie Rutki.

## Historia
W latach 1921–1925 ówczesny folwark leżał w województwie białostockim, w powiecie łomżyńskim, w gminie Chlebiotki. Od 1 lipca 1925 w gminie Rutki.
Według Powszechnego Spisu Ludności z 1921 roku wieś zamieszkiwało 49 osób w 9 budynkach mieszkalnych. Miejscowość należała do parafii rzymskokatolickiej w Rutkach. Podlegała pod Sąd Grodzki w Zambrowie i Okręgowy w Łomży; właściwy urząd pocztowy mieścił się w m. Rutki-Kosaki.
W wyniku napaści ZSRR na Polskę we wrześniu 1939 miejscowość znalazła się pod okupacją sowiecką. Od czerwca 1941 roku pod okupacją niemiecką. Od 22 lipca 1941 r.  do wyzwolenia włączona w skład okręgu białostockiego III Rzeszy.
Po wojnie, do 1954 roku miejscowość należała do gminy Rutki, w gromadzie Jawory-Klepacze. W latach 1975–1998 miejscowość administracyjnie należała do województwa łomżyńskiego.